# مارتینا گدک
مارتینا گدک (انگلیسی: Martina Gedeck؛ ۱۴ سپتامبر ۱۹۶۱ – ) یک هنرپیشه اهل آلمان است. وی به مریل استریپ سینمای آلمان معروف است.
از فیلم‌ها یا برنامه‌های تلویزیونی که وی در آنها نقش داشته‌است می‌توان به زندگی دیگران، گره بادر ماینهوف، چوپان خوب، راهبه و قطار شبانه لیسبون اشاره کرد.